# Казарма
Казарма е обект (сграда, помещение) за продължително разполагане на личния състав на военни формирования. В по-широк смисъл се използва като наименование за времето, през което се отбива редовната военна служба.

## Етимология
Думата „казарма“ в българския влиза през руски, в който се смята, че влиза от немски (Kaserne), като произходът е вероятно от испанското caserna („голяма къща“) или италианското casa d’arma (букв. „дом на оръжието“, от casa – къща, дом, сграда; и arma – оръжие).
Казармите са известни още в Римската империя, като още по онова време зад стените им се е намирало всичко, необходимо на войниците за ежедневието им – пекарни, обущарници и т.н. Първоначално имат вид на малко градче и дори често са отделни къщи, оградени зад стена. Едва в края на ХVІІ в., с възникването на постоянната войска, се развива строителството на казарми в познатия им днес вид.